# Копачинська Патриція Вікторівна
Патриція Копачинская (рум. Patricia Kopacinskaia; нар. 1977, Кишинів, Молдавська РСР) — молдовська скрипалька.

## Біографія
Народилася в музичній сім'ї (батько — цимбаліст Віктор Копачинський, мати Емілія — скрипалька, грали в складі ансамблю народної музики «Флуєраш»), в 1989 році емігрувала до Відня. З тринадцятирічного віку займалася у музичної педагогині Дори Шварцберг, пізніше у Бориса Кушніра, і вже в Берні — у Ігора Озима. Навчалася в консерваторіях у Відні і Берні.
Живе з чоловіком і дочкою в Берні.

## Репертуар
Виконує твори Дебюссі, Малера, Шенберга, А. Берга, А. Веберна, М. Равеля, Бартока, Дж. Енеску, Стравинського, В. Лютославского, Д. Лігеті, Д. Куртага, Г. Уствольської, Шнітке, К. Пендерецького, Т. Мансуряна, Н. М. Корндорфа, Ф. Караєва, Д. М. Смирнова, Й. Віттенбаха, Й. Додерера, Ф. Сая. Також грає музику бароко (Бах, Бібер), романтиків (Бетховен, Шуман, Брамс).

## Визнання
- Друга премія у віковій групі від 18 до 23 років, у категорії «Струнні» на конкурсі «Classica Nova» пам'яті Шостаковича (Ганновер, 1997)[4].
- Премія «ECHO Klassik» в категорії «Ансамбль 20/21 ст.» (2009)[5] .
- Премія Преторіуса[de] землі Нижня Саксонія в категорія Музична інновація (2012)